# Сапунов, Пётр Егорович
Пётр Егорович Сапунов — советский хозяйственный и государственный деятель, Герой Социалистического Труда.

## Биография
Родился в 1936 году в селе Брянцево. Член КПСС с 1961 года.
В 1955—1996 — тракторист колхоза имени Крупской, звеньевой механизированного звена по выращиванию кукурузы, механик, инженер, начальник производственного участка, механизатор колхоза «Красное знамя» Дмитровского района Орловской области.
Указом Президиума Верховного Совета СССР от 31 декабря 1961 года присвоено звание Героя Социалистического Труда с вручением ордена Ленина и золотой медали «Серп и Молот».
Депутат Верховного Совета СССР 6-го созыва. Делегат XXII съезда КПСС.
Умер в 2021 году в Дмитровске.

## Награды и звания
- Герой Социалистического Труда (31.12.1961)
- Орден Ленина (31.12.1961)